# Durgades breviceps
Durgades breviceps är en insektsart som beskrevs av Matsumura 1912. Durgades breviceps ingår i släktet Durgades och familjen dvärgstritar. Inga underarter finns listade i Catalogue of Life.